# 布里爾伍德峽谷 (加利福尼亞州)
布里爾伍德峽谷（英語：Briarwood Canyon）是位於美國加利福尼亞州埃爾多拉多縣的一個非建制地區。該地的面積和人口皆未知。

## 地理
布里爾伍德峽谷的座標為38°40′30″N 121°00′54″W / 38.67500°N 121.01500°W，而該地的平均海拔高度為378米（即1240英尺）。